# Спінова поляризація електронів
Спінова поляризація електронів — наявність переважної орієнтації спінів електронів у даному стані.

## Суть явища
Під спіновою поляризацією електронів розуміють різницю «заселеності» спінових станів електронів, що знаходяться в магнітному полі (різниця заселеності зеєманівських рівнів). У стані рівноваги ця різниця заселеності описується Максвелл-Больцманівським розподілом.

## Методи досягнення
Нерівноважної заселеності зеєманівських рівнів, тобто нерівноважної поляризації, можна досягти впливаючи на систему, наприклад, радіочастотним електромагнітним полем.